# Fricativa no sibilante retrofleja sonora
call aida mama La fricativa no sibilante retrofleja sonora es un sonido consonántico el cual solo se ha registrado en Inglés Sudafricano como Alofono de ⟨r⟩, su símbolo en el alfabeto fonético internacional es ⟨ɻ˔⟩ y se puede transcribir como ⟨ɻ̝⟩.

## Características
- Su modo de articulación es fricativo , lo que significa que se produce al contraer el flujo de aire a través de un canal estrecho en el punto de articulación, lo que provoca turbulencia . Sin embargo, no tiene la lengüeta acanalada y el flujo de aire dirigido, o las altas frecuencias de una sibilante.
- Su punto de articulación es retroflejo , lo que prototípicamente significa que está articulado subapical (con la punta de la lengua doblada hacia arriba), pero más generalmente significa que es postalveolar sin palatalizarse . Es decir, además de la articulación subapical prototípica, el contacto de la lengua puede ser apical (puntiagudo) o laminal (plano).

- Su fonación es sorda, lo que significa que se produce sin vibraciones de las cuerdas vocales.
- Es una consonante oral, lo que significa que se permite que escape el aire solamente a través de la boca.
- Es una consonante central, que significa que se produce por la dirección de la corriente de aire a lo largo del centro de la lengua, en lugar de a los lados.
- El mecanismo de flujo de aire es pulmonar, lo que significa que se articula empujando el aire únicamente con los pulmones y el diafragma, como en la mayoría de los sonidos.

## Ocurre en
| Idioma | Idioma        | Palabra | AFI    | Significado | Notas                                            |
| ------ | ------------- | ------- | ------ | ----------- | ------------------------------------------------ |
| Inglés | Cabo oriental | red     | [ɻ˔ed] | 'red'       | Apical; tipica realizacion de /r/ en esa región. |